# جردن بوس
جردن بوس (انگلیسی: Jordan Bos؛ زادهٔ ۲۹ اکتبر ۲۰۰۲) بازیکن فوتبال اهل استرالیا است.
از باشگاه‌هایی که در آن بازی کرده‌است می‌توان به باشگاه فوتبال وسترلو اشاره کرد.
وی همچنین در تیم‌های ملی فوتبال زیر ۱۷ سال، زیر ۲۰ سال، زیر ۲۳ سال و بزرگسالان استرالیا بازی کرده‌است.